# Theridion carpathium
Theridion carpathium là một loài nhện trong họ Theridiidae.
Loài này thuộc chi Theridion. Theridion carpathium được Paolo Marcello Brignoli miêu tả năm 1984.